# Europejska Nagroda Naukowa im. Stanisława Lema
Europejska Nagroda Naukowa im. Stanisława Lema – polska nagroda naukowa ustanowiona przez Politechnikę Wrocławską dla upamiętnienia 100. urodzin Stanisława Lema, przyznawana naukowcom do 40. roku życia, biorącym udział w programie Horyzont Europa, za niedawne odkrycie lub znaczące osiągnięcie w dziedzinach nauki i inżynierii.
Laureaci:
- 2021: prof. Randall J. Platt[1]
- 2022: prof. Samuel Stranks(inne języki)[2][3]
- 2023: prof. Ido Kaminer(inne języki)[2]
- 2024: dr Tobias Dornheim[4]